# Księga strachów
Księga strachów (w późniejszych wydaniach Pan Samochodzik i dziwne szachownice) – powieść dla młodzieży autorstwa Zbigniewa Nienackiego, wydana po raz pierwszy w roku 1967. Utwór wchodzi w skład cyklu Pan Samochodzik, opisującego przygody historyka sztuki - detektywa noszącego to przezwisko.
Książka była przed rokiem 1999 lekturą szkolną dla VII klasy szkoły podstawowej (8-klasowej).

## Fabuła
Akcja powieści rozpoczyna się pod koniec lipca 1963 roku, gdy z obozu harcerskiego powracają trzej młodzi przyjaciele Pana Samochodzika – Wilhelm Tell, Sokole Oko i Wiewiórka, i trwa do 8 sierpnia 1963. Harcerze przywożą ze sobą tytułową Księgę Strachów, która służy do starej harcerskiej zabawy: od miejscowej ludności druhowie zbierają legendy na temat miejsc, w których rzekomo straszy, a później wybierają się do nich nocą i po sprawdzeniu bezzasadności obaw stawiają tabliczki z napisem „Sprawdzono. Strachów nie ma”. W trakcie podobnej akcji w ruinach obserwatorium astronomicznego Wiewiórka traci nagle przytomność, a po jej odzyskaniu odnajduje tajemniczą metalową tulejkę, w której Pan Samochodzik rozpoznaje łuskę pistoletu gazowego. Pan Samochodzik postanawia spędzić urlop w okolicy miejsca zdarzenia i zbadać całą sprawę, nie chce jednak mieszać w tę niebezpieczną przygodę młodych przyjaciół. Wkrótce okazuje się, że wydarzenia w Jasieniu mają związek z poszukiwaniami pamiętnika niemieckiego zbrodniarza wojennego Konrada von Haubitza. Głównym miejscem akcji jest fikcyjna miejscowość Jasień nad jeziorem o tej samej nazwie, położna na terenie Pojezierza Myśliborskiego.

## Związki z innymi częściami cyklu
- W Księdze strachów Pan Samochodzik twierdzi, że miesiąc wcześniej zajmował się Tajemnicą tajemnic (albo Golemem w starszych wydaniach Księgi strachów), którą Nienacki opisał dopiero w 1975 roku. Postać Baśki, starego znajomego w Tajemnicy tajemnic, pojawia się dopiero w Nowych Przygodach, napisanych po Księdze strachów, jako nowy znajomy. Otóż w Księdze strachów harcerze mają po czternaście lat, podczas gdy w Nowych Przygodach, Wilhelm Tell jest już dowódcą drużyny i po maturze. Czyli:
  - Tajemnica tajemnic poprzedza Księgę strachów
  - Nowe Przygody poprzedzają Tajemnicę tajemnic
  - Księga strachów poprzedza Nowe Przygody

## Zmiany tekstu w kolejnych wydaniach
Nienacki w kolejnych wydaniach powieści dokonywał drobnych zmian redakcyjnych i merytorycznych tekstu. W wydawanej od 1993 r. przez Wydawnictwo Warmia tzw. „czarnej serii” książek o Panu Samochodziku - za zgodą autora lub jego spadkobierców - dokonano „uwspółcześnienia akcji” (o około 20 lat naprzód), sprowadzającego się do wielu poprawek ideologicznych oraz geograficznych (nazwy instytucji, firm czy państw itp.). Dokonano również zmiany tytułu powieści z Księga strachów na Pan Samochodzik i dziwne szachownice.
Przykłady zmian:
- W Księdze strachów Pan Samochodzik jest „pracownikiem muzeum i ochrony zabytków. W Dziwnych szachownicach, tzn. po zmianie tytułu, jest już „pracownikiem Naczelnego Zarządu Muzeów w Ministerstwie Kultury i Sztuki”, jednak dalej w książce znowu staje się oprowadzającym wycieczki pracownikiem muzeum.
- W Dziwnych szachownicach Pan Samochodzik nie jest już w ORMO. Samochód Warszawa kontrwywiadu został zastąpiony Ładą. Daty zostały przesunięte na początku książki, jednak w dalszej treści nie zostało to konsekwentnie kontynuowane – np. wiek bohaterów, zwłaszcza 30-letniej Hildy, która miała 8 lat w 1945 roku i samego Konrada von Haubitza, który wobec tego robi karierę polityczną mając już siedemdziesiąt lat, nie pasuje.

Ciekawostką jest fakt, że wydana Księga Strachów dość istotnie się różni od pierwotnej wersji maszynopisu znajdującego się w zbiorach biblioteki Muzeum Warmii i Mazur w Olsztynie. Zgodnie z pierwotnym zamysłem miała to być powieść o charakterze kryminału, kierowana do starszych odbiorców, w której ma miejsce morderstwo oraz pojawia się wątek dotyczący ukraińskich nacjonalistów.

## Wydania
- I - Instytut Wydawniczy „Nasza Księgarnia”, 1967, il. Teresa Wilbik
- II - Instytut Wydawniczy „Nasza Księgarnia”, 1972, il. Teresa Wilbik
- III - Instytut Wydawniczy „Nasza Księgarnia”, 1973, il. Teresa Wilbik
- IV - Instytut Wydawniczy „Nasza Księgarnia”, 1975, il. Teresa Wilbik
- V - Wydawnictwo Poznańskie, 1976, w serii Biblioteka Młodych
- Wydawnictwo Pojezierze, Olsztyn 1981, 1989 il. Szymon Kobyliński
- Euro, Olsztyn 1990, il. Michał Träger
- Instytut Wydawniczy „Nasza Księgarnia” 1987, 1989
- Wydawnictwo „Alfa”, Warszawa 1987, il. Teresa Wilbik
- Wydawnictwo Literatura, Łódź 2001, 2003, 2008, 2013, il. Jan Zieliński
- Wydawnictwo Siedmioróg, Wrocław 1997, 2002, 2006, 2012
- Wydawnictwo Edipresse-Kolekcje SA, Warszawa 2015 (w serii: Klub Książki Przygodowej tom 3; ISBN 978-83-7989-749-0)